# Ruvuma (regio)
Ruvuma is een administratieve regio van Tanzania tegen de grens in het zuidoosten van het land. Anno 2012 woonden er bijna 1,4 miljoen mensen in de regio van 63.669 km². De hoofdstad van Ruvuma is Songea. Ruvuma is genoemd naar de rivier de Ruvuma, die de zuidgrens vormt.

## Grenzen
Als grensregio heeft Ruvuma twee internationale grenzen:
- Met de provincie Niassa van Mozambique in het zuiden.
- Via het Malawimeer aan de regio Northern van Malawi in het westen.

De regio heeft verder ook vier regionale grenzen:
- Met Njombe in het noordwesten.
- Met Morogoro in het noorden.
- Met Lindi in het noordoosten.
- Met Mtwara in het oosten.

## Districten
De regio is onderverdeeld in zes districten:
- Mbinga
- Namtumbo
- Nyasa
- Landelijk Songea
- Songea Stad
- Tunduru